# الخطوط الجوية الإفريقية الرحلة 209
رحلة الخطوط الجوية الأفريقة 209 (8U209) هي رحلة داخلية مُقررة متوجهة من مطار سبها الدولي في مدينة سبها إلى مطار طرابلس الدولي، وقد اختطفت الطائرة في 23 ديسمبر 2016. وهبطت في مدينة لاكا في مالطا. الطائر مُلك لشركة الخطوط الجوية الأفريقية إحدى شركات الطيران الليبية. وكانت الطائرة تحمل على متنها 111 راكباً بينهم 82 ذكر و28 أنثى ورضيع واحد. قام المختطفان الاثنان في وقت لاحق بالإفراج عن الرهائن وتسليم أنفسهم إلى السلطات.

## الطائرة
الطائرة المنكوبة من نوع إيرباص إيه 320، تسجيل الطائرة (5A-ONB)، والرقم التسلسلي هو 3236، وأول طيران لها كان في 29 أغسطس 2007.

## الاختطاف
كانت الطائرة على متنها 118 شخصاً بينهم سبعة من الطاقم و111 مسافراً. أقلعت الطائرة من مطار سبها الدولي في الساعة 8:10 صباحاً بالتوقيت المحلي، وكان من المقرر أن تهبط الطائرة في مطار طرابلس الدولي في الساعة 9:20 صباحًا بالتوقيت المحلي. ووفقاً لتلفزيون مالطا الرسمي، فأن الخاطفين هددوا بتفجير الطائرة بواسطة قنابل يدوية. وأعلن أحد الخاطفين أنه من الموالين لنظام القذافي، وأعلن أنه سيطلق سراح جميع الركاب، ولكن ليس الطاقم إذا تم قبول مطالبه التي لم يتم الكشف عنها. وكان الطيار قد حاول الهبوط في ليبيا لكن الخاطفين رَفَضوا ذلك. وإضطرت الطائرة إلى الهبوط في مطار مالطا الدولي بالساعة 11:32 بالتوقيت المحلي. وكانت محركات الطائرة لاتزال تعمل في الوقت الذي تمت محاصرة الطائرة من قِبل الجيش المالطي. وذُكِرَ إن أحد الخاطفين قام بالتلويح عند باب الطائرة بعلم أخضر كبير مشابه لعلم ليبيا في ظل القذافي، ثم قام بوضع العلم في الأسفل وعاد إلى داخل الطائرة.

## الاستجابة
كانت فرق التفاوض على أهبة الإستعداد، ثم وصل الجيش المالطي إلى مطار مالطا الدولي. وعند هبوط الطائرة تم الإفرج عن 25 راكبا على الاقل من قبل الخاطفين، ثم جرت المفاوضات. بعد إطلاق سراح جميع الركاب وأفراد الطاقم، قام الخاطفين بتسليم أنفسهم إلى السلطات المالطية ونقلوا إلى السجن. وقد كشف في وقت لاحق إن الأسلحة التي إستخدمها الخاطفان موسى شاه وأحمد علي كانت زائفة ونسخة طبق الأصل من الأسلحة الحقيقية.
في يوم الاختطاف، استخدم مطار مالطا الدولي لتصوير مشاهد من فيلم "عنتيبي"، والذي يروي قصة عن عملية خطف للخطوط الجوية الفرنسية الرحلة 305 تعود لعام 1976 وعملية عنتيبي. والتي أسفرت عن إطلاق معظم الركاب ووفاة الرهائن المحتجزين. واضطر طاقم الفيلم لوقف التصوير عندما هبطت الطائرة الليبية المختطفة على المدرج.